# L'Auberge tragique
Pour plus de détails, voir Fiche technique et Distribution.
L'Auberge tragique (titre original : Riscatto) est un film italien réalisé par Marino Girolami, sorti en 1953, avec Folco Lulli, Franco Interlenghi, Mirella Uberti (it), Piero Lulli, Franca Marzi, Lauro Gazzolo et Umberto Spadaro dans les rôles principaux.

## Synopsis
Accusé à tort du meurtre d'un couple d'aubergistes, le jeune Roberto Biasetti (Franco Interlenghi) est condamné à une longue peine de prison. En cellule, il se retrouve avec un certain Maremmano (Folco Lulli), un repris de justice qui effectue une courte peine, et qui en réalité est le véritable coupable de ces meurtres. Après sa remise en liberté, il doute et envisage d'avouer sa culpabilité.

## Fiche technique
- Titre : L'Auberge tragique
- Titre original : Riscatto
- Réalisation : Marino Girolami
- Assistant réalisateur : Carlo Moscovini
- Scénario : Marino Girolami, Giuseppe De Santis, Ennio Flaiano et Tullio Pinelli
- Photographie : Bitto Albertini
- Musique : Nino Rota
- Montage : Franco Fraticelli
- Direction artistique : Alberto Boccianti (it)
- Décors : Riccardo Domenici
- Production : Silvano Scarpellini
- Société(s) de production : Hermes Film
- Pays de production :  Italie
- Genre : Film dramatique, film policier, film romantique
- Durée : 103 minutes
- Dates de sortie :
  - Italie : 20 août 1953
  - France : 1er décembre 1954
- Affiche : Pierre Levé (France)

## Distribution
- Folco Lulli : Maremmano
- Franco Interlenghi : Roberto Biasetti
- Mirella Uberti (it) : Adèle
- Piero Lulli : Rizzieri Chiari
- Franca Marzi : l’hôtesse
- Lauro Gazzolo : l'hôte
- Umberto Spadaro : Don Giulietti
- Amedeo Trilli : le commissaire
- Gabriella Mancini
- Aldo Bettoni
- Ettore Bevilacqua
- Enzo Maggio (it)
- Nino Marchetti (it)
- Furio Meniconi
- Attilio Torelli
- Fausto Vergal